# Norman Fucking Rockwell!
A Norman Fucking Rockwell! című album Lana Del Rey amerikai énekesnő 2019. augusztus 30-án megjelent hatodik nagylemeze. Az album első kislemezei, a "Mariners Apartment Complex”, valamint a "Venice Bitch” 2018 szeptemberében jelentek meg, majd 2019-ben a "Hope Is a Dangerous Thing for a Woman Like Me to Have – but I Have It" és a "Doin’ Time". Az album címét 2018 szeptemberében hozták nyilvánosságra a Beats 1 rádióadó egy, Zane Lowe által vezetett műsorában. Főbb producerei Del Rey és Jack Antonoff, valamint Zach Dawes, Andrew Watt és a már hosszú idő óta közreműködő Rick Nowels.
A lemezt Grammy-díjra jelölték az Év albuma kategóriában, míg a címadó dalt az Év dala kategóriában. 2020-ban Minden idők 500 legjobb albuma listán 321. helyen szerepelt.

## Az album dalai
| No.           | Cím                                                                     | Szerző(k) | Producer(ek)                          | Hossz |
| ------------- | ----------------------------------------------------------------------- | --- | ------------------------------------- | ----- |
| 1.            | "Norman Fucking Rockwell"                                               | - Lana Del Rey - Jack Antonoff | - Antonoff - Del Rey                  | 4:08  |
| 2.            | "Mariners Apartment Complex"                                            | - Del Rey - Antonoff | - Antonoff - Del Rey                  | 4:06  |
| 3.            | "Venice Bitch"                                                          | - Del Rey - Antonoff | - Antonoff - Del Rey                  | 9:38  |
| 4.            | "Fuck It I Love You"                                                    | - Del Rey - Antonoff | - Antonoff - Del Rey                  | 3:38  |
| 5.            | "Doin' Time"                                                            | - Bradley James Nowell - Marshall Raymond Goodman - Ira Gershwin - George Gershwin - Dorothy Heyward - DuBose Heyward - Adam Keefe Horovitz - Adam Nathaniel Yaunch - Rick Rubin | - Andrew Watt - Happy Perez           | 3:17  |
| 6.            | "Love Song"                                                             | - Del Rey - Antonoff | - Antonoff - Del Rey                  | 3:49  |
| 7.            | "Cinnamon Girl"                                                         | - Del Rey - Antonoff | - Antonoff - Del Rey                  | 5:00  |
| 8.            | "How to Disappear"                                                      | - Del Rey - Antonoff | - Antonoff - Del Rey                  | 3:48  |
| 9.            | "California"                                                            | - Del Rey - Zachary Edwin Dawes | - Dawes - Antonoff - Del Rey          | 5:05  |
| 10.           | "The Next Best American Record"                                         | - Del Rey - Rick Nowels | - Dean Reid - Kieron Menzies - Nowels | 5:49  |
| 11.           | "The Greatest"                                                          | - Del Rey - Antonoff | - Antonoff - Del Rey                  | 5:00  |
| 12.           | "Bartender"                                                             | - Del Rey - Nowels | - Del Rey - Nowels                    | 4:23  |
| 13.           | "Happiness Is a Butterfly"                                              | - Del Rey - Antonoff - Nowels | - Antonoff - Del Rey                  | 4:32  |
| 14.           | "Hope Is a Dangerous Thing for a Woman Like Me to Have – but I Have It" | - Del Rey - Antonoff | - Antonoff - Del Rey                  | 5:24  |
| Teljes hossz: | Teljes hossz:                                                           | Teljes hossz: | Teljes hossz:                         | 67:38 |